# اسرا زندی
اسرا زندی ( زاده ۲۸شهریور ۱۳۷۲در سنندج )بازیکن هندبال اهل ایران است. وی عضو تیم ملی هندبال زنان در پست پخش است.

## افتخارات
* چندین دوره حضور در مسابقات هندبال قهرمانی زنان آسیا
* آخرین حضور مسابقات هندبال قهرمانی آسیا-هند
* حضور در مسابقات هندبال قهرمانی زنان جهان۲۰۲۳-دانمارک
* شركت در اولین دوره مسابقات هندبال جام باشگاهايي آسیا
* ۴دوره نایب قهرماني ليگ برتر،۳دوره سومي ليگ برتر و اولی لیگ دسته یک
* حضور در بازیهای کشورهای همبستگی اسلامی_قونیه
* چندین دوره حضور در لیگ برتر عراق و کسب مقامهای اول٫دوم و سوم